# Peacemaker (seriál)
Peacemaker je americký akční televizní seriál, jehož autorem je James Gunn. Jde o adaptaci stejnojmenné komiksové postavy od vydavatelství DC Comics. Jedná se o spin-off filmu Sebevražedný oddíl, který napsal a natočil rovněž Gunn, a zároveň první televizní seriál franšízy DC Extended Universe. Zveřejňován je od 13. ledna 2022 na službě HBO Max, objednávka osmi epizod byla oznámena 23. září 2020. V únoru 2022 byla oznámena objednávka druhé řady seriálu.

## Příběh
Seriál se věnuje původu superhrdiny Peacemakera, který věří, že míru je možné dosáhnout jakýmikoliv prostředky a za jakoukoliv cenu.

## Obsazení

### 1. řada
- John Cena jako Christopher Smith / Peacemaker
- Steve Agee jako John Economos
- Danielle Brooks jako Leota Adebayo
- Robert Patrick jako Auggie Smith
- Jennifer Holland jako agentka Emilia Harcourt
- Freddie Stroma jako Adrian Chase / The Vigilante
- Chukwudi Iwuji jako Clemson Murn
- Annie Chang jako Sophie Song
- Lochlyn Munro jako Larry Fitzgibbon

### 2. řada
- John Cena jako Christopher Smith / Peacemaker
- Steve Agee jako John Economos
- Danielle Brooks jako Leota Adebayo
- Robert Patrick jako Auggie Smith
- Jennifer Holland jako agentka Emilia Harcourt
- Freddie Stroma jako Adrian Chase / The Vigilante
- Frank Grillo jako Rick Flag Sr.
- Sol Rodríguez jako Sasha Bordeaux
- Tim Meadows jako agent Langston Fleury
- Michael Rooker jako Red

## Seznam dílů

### První řada (2022)
| Č. v seriálu | Č. v řadě | Původní název               | Český název            | Režie              | Scénář     | Premiéra v USA |
| ------------ | --------- | --------------------------- | ---------------------- | ------------------ | ---------- | -------------- |
| 1            | 1         | A Whole New Whirled         | Úplně nový svět        | James Gunn         | James Gunn | 13. ledna 2022 |
| 2            | 2         | Best Friends, For Never     | Nejlepší přátelé nikdy | James Gunn         | James Gunn | 13. ledna 2022 |
| 3            | 3         | Better Goff Dead            | Mrtvý Goff, lepší Goff | James Gunn         | James Gunn | 13. ledna 2022 |
| 4            | 4         | The Choad Less Traveled     | Nevojetá cesta         | Jody Hill          | James Gunn | 20. ledna 2022 |
| 5            | 5         | Monkey Dory                 | Superprimát            | Rosemary Rodriguez | James Gunn | 27. ledna 2022 |
| 6            | 6         | Murn After Reading          | Přečtený Murn          | James Gunn         | James Gunn | 3. února 2022  |
| 7            | 7         | Stop Dragon My Heart Around | Srdce na draka         | Brad Anderson      | James Gunn | 10. února 2022 |
| 8            | 8         | It's Cow or Never           | Boj jako kráva         | James Gunn         | James Gunn | 17. února 2022 |

### Druhá řada
V únoru 2022 byla objednána druhá řada seriálu. Premiéra prvního dílu je plánovaná na 22. srpen 2025.